# Marise Payne
Pour les articles homonymes, voir Payne.
Marise Payne, née le 29 juillet 1964 à Sydney (Nouvelle-Galles du Sud), est une femme politique australienne, membre du Parti libéral, ministre des Affaires étrangères de 2018 à 2022 et parallèlement ministre des Femmes de 2019 à 2022,. 

## Biographie
Elle est diplômée de l'université de Nouvelle-Galles du Sud.
Sénatrice de Nouvelle-Galles du Sud depuis 1997, elle est ministre des Services humains entre 2013 et 2015 et ministre de la Défense entre 2015 et 2018.
Elle a pour compagnon l'homme politique Stuart Ayres (en).